# Tecmo World Wrestling
Tecmo World Wrestling is een computerspel dat werd ontwikkeld en uitgegeven door Tecmo. Het spel kwam in 1990 uit voor het platform Nintendo Entertainment System. Het spel kwam in Japan uit onder de naam Gekitou Pro Wrestling!! Toukon Densetsu (激闘プロレス!! 闘魂伝説 Gekitou Puroresu!! Toukon Densetsu).
Aan het begin van het spel kan de speler kiezen uit tien fictieve internationale worstelaars. Het doel van het spel is alle worstelaars te verslaan en de Tecmo World Wrestling-titel te winnen.
Het spel kan met een of twee spelers gespeeld worden.

## Verschijningsdata
| Gebied        | Datum            |
| ------------- | ---------------- |
| Japan         | 1 september 1989 |
| Noord-Amerika | april 1990       |
| Europa        | 23 november 1990 |

## Worstelaars
1. Akira Dragon (The Samurai)
2. El Tigre (Striker)
3. Pat Gordon (Greek Warrior)
4. Rex Beat (The British Star)
5. Jackie Lee (Kung Fu Master)
6. Boris Chekov (The Siberian Machine)
7. Mark Rose (Mr. Tattoo)
8. Julio Falcon (Iguanaman)
9. Randy Gomez (The Flying Grenade)
10. Dr. Guildo (The Technician)
11. Blue King (Earl Of Doom)[1]

## Ontvangst
| Beoordeeld door | Datum         | Score |
| --------------- | ------------- | ----- |
| Mean Machines   | december 1990 | 85%   |
| VideoGame       | augustus 1991 | 60%   |